# バロニッシ
バロニッシ（伊: Baronissi）は、イタリア共和国カンパニア州サレルノ県にある人口約17,000人の基礎自治体（コムーネ）。

## 地理

### 位置・広がり

#### 隣接コムーネ
隣接するコムーネは以下の通り。
- カスティリオーネ・デル・ジェノヴェージ
- カーヴァ・デ・ティッレーニ
- フィシャーノ
- メルカート・サン・セヴェリーノ
- ペッレッツァーノ
- サレルノ

## 行政

### 分離集落
バロニッシには、以下の分離集落（フラツィオーネ）がある。
- Acquamela, Sava, Antessano, Saragnano, Caprecano, Fusara, Orignano, Aiello, Capo Saragnano, Casal Barone, Casal Siniscalco